# بویی (تگزاس)
بویی، تگزاس(به انگلیسی: Bowie, Texas) شهری در ایالت تگزاس از ایالات جنوبی ایالات متحده آمریکا است. در سرشماری سال ۲۰۰۰، جمعیت این شهر ۵۲۱۹ نفر اعلام شد.